# Creußen
Creußen este un oraș din districtul Bayreuth, regiunea administrativă Franconia Superioară, landul Bavaria, Germania.

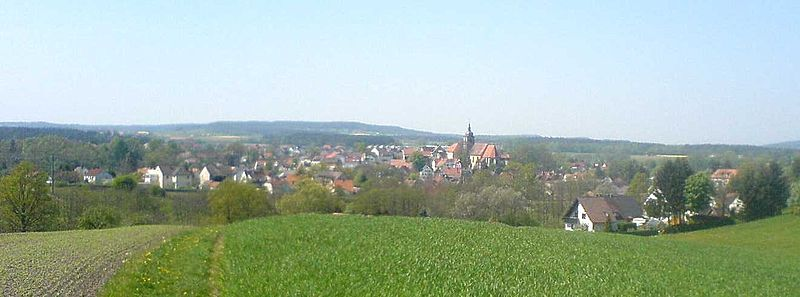
Creussen (panoramă)